# Paulus Huthenne
Paulus Huthenne, auch Paul und Huthen, Huth oder Hutten (* in Grüningen bei Gießen; † 28. April 1532 wahrscheinlich in Erfurt) war Weihbischof in Mainz, Würzburg und Naumburg. Im Wintersemester 1511/1512 war er Rektor der Universität Erfurt.
Paulus studierte ab 1485 an der Universität Erfurt. Nach der Resignation seines Vorgängers Johannes aus Lasphe wurde er am 29. Februar 1508 vom Mainzer Erzbischof Jakob von Liebenstein als Weihbischof in Mainz designiert und im Jahre 1509 geweiht. Der Titularsitz war Ascalon. Am 11. Februar (Sexagesimae bzw. Exsurge) 1509 trug sich „Paulus episcopus Ascalonensis“ in Rom in das Bruderschaftsbuch des Collegio Teutonico di Santa Maria dell’Anima ein, nachdem er dort in der Hospitalkirche durch Vincius Maffius († 1512), den Bischof von Cajazzo, und zwei weitere Bischöfe geweiht worden war. 1511 war er Rektor an der Universität Erfurt. Als Notar war er mehrfach von Kaiser und Papst autorisiert. Zusammen mit Jodocus Trutfetter wurde er vom Mainzer Erzbischof zur Zensur beim Druck von Schriften beauftragt. 1522 war er Weihbischof in Naumburg und damit der letzte des Bistums Naumburg. Im Bauernkrieg floh er von Naumburg nach Würzburg, wo er von 1525 bis 1527 als Würzburger Weihbischof verweilte. 1529 ist er wieder in Naumburg nachweisbar. Sein Auftreten als Stifter und Geldleiher lässt auf ein großes persönliches Vermögen schließen. Seine Grabplatte befindet sich heute im Erfurter Dom.